# Завьялов, Евгений Петрович
Евгений Петрович Завьялов (1931 - 2015) — шахтёр Донбасса, Герой Социалистического труда.

## Биография
Родился 20 июля 1931 года.
Трудовую деятельность начал в 1949 году учеником автослесаря на автобазе № 1 комбината «Кадиевуголь».
В 1956 году, после демобилизации из рядов Советской Армии, работал на Кадиевском хлебокомбинате № 1.
С 1958 по 1987 годы — рабочий очистного забоя шахты им. Ильича треста «Кадиевуголь».
Избирался депутатом Стахановского городского совета.
После окончания трудовой деятельности находился на пенсии.
Умер 5 февраля 2015 года.

## Награды
- Герой Социалистического труда (1977).
- Награждён двумя орденами Ленина, орденом Трудового Красного Знамени, орденом Дружбы народов.
- Кавалер знака «Шахтерская слава».
- Почётный гражданин города Стаханова.
- 27 августа 2010 года Указом Президента Украины В. Ф. Януковича № 874/2010 «О награждении государственными наградами Украины работников угольной промышленности»  награждён орденом «За заслуги» III степени за весомый личный вклад в укрепление энергетического потенциала государства, многолетний самоотверженный шахтёрский труд, высокий профессионализм и по случаю 75-летия стахановского движения и Дня шахтёра[1].